# Хэдден, Джефри
Дже́фри Хэ́дден (англ. Jeffrey K. Hadden; 22 августа 1936—26 января 2003, Шарлотсвилл, Виргиния, США) — американский социолог религии, профессор социологии Виргинского университета. Хэдден получил наибольшую известность как исследователь новых религиозных движений. Он также был автором научных работ в области гражданских прав, расовых отношений и других смежных областях.

## Биография
В 1959 году получил бакалавра гуманитарных наук по психологии и в 1960 году магистра гуманитарных наук по социологии в Канзасском университете.
В 1963 году получил доктора философии по социологии в Висконсинском университете в Мадисоне.
Работал в Университете Кейс Вестерн резерв ассоциированным профессором социологии, а также директором Центра исследования гражданского насилия. 
Был профессором социологии и урбанистики в Тулейнском университете.
Преподавал в качестве приглашённого профессора на кафедре медицины Байлорского медицинского колледжа.

## Научные труды
- Metropolis in crisis: social and political perspectives (1967) F.E. Peacock, ISBN B0006D80Y4
- The Gathering Storm in the Churches (1969) Doubleday. ISBN 0385033265
- Religion in Radical Transition (1973) 166 pp. Transaction Publishers ISBN 0878550704
- Gideon’s gang: A case study of the church in social action (1974), 245 pp, United Church Press, ISBN 0829802754
- Prime Time Preachers: The Rising Power of Televangelism (1981). Reading, MA: Addison-Wesley Publishing.
- Prophetic Religions and Politics: Religion and the Political Order, (1986) 144 pp. Paragon House Publishers, ISBN 0913757535
- America’s uneasy relationship with non-Christian and oriental religions (1986) Thomas Jefferson Institute (1986) ISBN B0007272G6
- Televangelism: Power and Politics on God’s Frontier (1988). New York: Henry Holt.
- Secularization and Fundamentalism Reconsidered (1989). Paragon House. ISBN 0913757969
- Religion and the Social Order: The Handbook on Cults and Sects in America (1993). JAI Press ISBN 1559384778